# Fondazione Ducci
Die Fondazione Francesco Paolo ed Annamaria Ducci, auch Fondazione Ducci genannt, ist eine italienische Stiftung mit Sitz in Rom im Palazzo Cisterna, der im Auftrag von Guglielmo della Porta in der Mitte des 16. Jahrhunderts errichtet wurde. Seit 2004 unterhält die Stiftung eine Niederlassung in Fez, um die interkulturellen Beziehungen zwischen Marokko und Europa besser fördern zu können. Seit 2000 ist auch das Castello di Goro in Montebenichi (Bucine) ein weiterer Sitz der Stiftung.
Sie wurde im Jahre 1999 von Paolo Ducci im Andenken an das kulturelle Engagement seiner Eltern, Francesco Paolo Ducci und Annamaria Ferraro di Castiglione, gegründet und sieht sich seitdem im Geiste der Renaissance der Förderung von kulturellem Austausch auf europäischer Ebene verpflichtet. Zu ihren Aktivitäten zählen zahlreiche Diskussionsrunden, Ausstellungen und Konzerte mit Namen wie Ségolène Royal, Shirin Ebadi, Muhammad Yunus und Laura Mancini.
Stiftungsziele sind Interkulturalität und die Förderung des Verständnisses der Globalisierung. Thematische Schwerpunkte der initiierten Konferenzen, Veranstaltungen, Konzerte und Ausstellungen sind die Bereiche Geschichte und Politik, Wirtschaft, Musik, klassische Kunst und Archäologie, Zeitgenössische Kunst, Theater u. a.

## Symposien und Veranstaltungen (Auswahl)
Geschichte und Politik
- 2007
  - Incontro La Chiesa Cattolica nell'Europa del terzo Millennio. Campidoglio, Roma
- 2008
  - Simposio La sfida globale: crisi energetia, crisi finanziaria, crisi alimentare, verso una nuova etica globale? Campidoglio, Roma
- 2009
  - Incontro Muhammad Yunus: il microcredito contro la povertà. Palazzo Altieri, Roma
  - Incontro Medio Oriente: una pace possibile, un arabo ed un isrealiano a confronto. Campidoglio, Roma

Wirtschaft
- 2003
  - Incontro Euro: il suo impatto sugli equilibri economico-finanziari e politici mondiali. Università degli Studi, Siena
- 2005
  - Investforum La Slovaccia, nuove opportunità per piccole e medie imprese. Firenze

Umwelt, Ökologie, Nachhaltigkeit
- 2003
  - Incontro Toscana: turismo, ambiente e architettura. Montalcino

Klassische Kunst und Archäologie
- 2006
  - PRAE - ARS: radici preistoriche nell'arte contemporanea del centro Europa. Museo nazionale etnografico Luigi Pigorini, Roma
- 2008
  - I Dodici Apostoli: tra fisicità e misticismo di Andrei Dubinin. Basilica dei SS. Apostoli, Roma

Zeitgenössische Kunst
- 2005
  - Andy Warhol: le sue radici slovacche. Retrospettiva da collezioni del Museo Andy Warhal e della The Andy Warhol Society. Galleria degli Uffizi, Firenze

Europäische Kultur
- 2008
  - I Russi a Napoli: i grandi autori della letteratura russa. Villa Pignatelli, Napoli

## Schriften (Auswahl)
- Spiridon Neven DuMont: Opera omnia : retrospettiva di un artista europeo d'avanguardia. Complesso del Vittoriano, Fondazione Ducci u. a. Skira, Milano 2002, ISBN 8884912741.
- Carlo Arturo Quintavalle, Roberto Ciarla: Laos e Vietnam. Misticismo e realismo dall'estremo Oriente. Edizioni L'ERMA, Roma 2006.
- Slovacchia : crocevia delle civiltà europee. Incontri con la cultura europea in o Toscana. Museo Nazionale Preistorico Etnografico Luigi Pigorini, Fondazione Ducci 2006, ISBN 80-88709-88-1.